# Aranzueque (kommunhuvudort)
Aranzueque är en kommunhuvudort i Spanien.   Den ligger i provinsen Provincia de Guadalajara och regionen Kastilien-La Mancha, i den centrala delen av landet, 50 km öster om huvudstaden Madrid. Aranzueque ligger 681 meter över havet och antalet invånare är 394.
Terrängen runt Aranzueque är huvudsakligen kuperad, men västerut är den platt. Aranzueque ligger nere i en dal. Runt Aranzueque är det mycket glesbefolkat, med 6 invånare per kvadratkilometer. Närmaste större samhälle är Guadalajara, 17,0 km norr om Aranzueque. Trakten runt Aranzueque består till största delen av jordbruksmark.